# Metamecynopsis duodecimguttata
Metamecynopsis duodecimguttata är en skalbaggsart som beskrevs av Hüdepohl 1995. Metamecynopsis duodecimguttata ingår i släktet Metamecynopsis och familjen långhorningar. Inga underarter finns listade i Catalogue of Life.